# Haploeax rohdei
Haploeax rohdei är en skalbaggsart som beskrevs av Aurivillius 1907. Haploeax rohdei ingår i släktet Haploeax och familjen långhorningar. Inga underarter finns listade i Catalogue of Life.